# Sabline à feuilles de serpolet
Arenaria serpyllifolia
Espèce
Classification phylogénétique

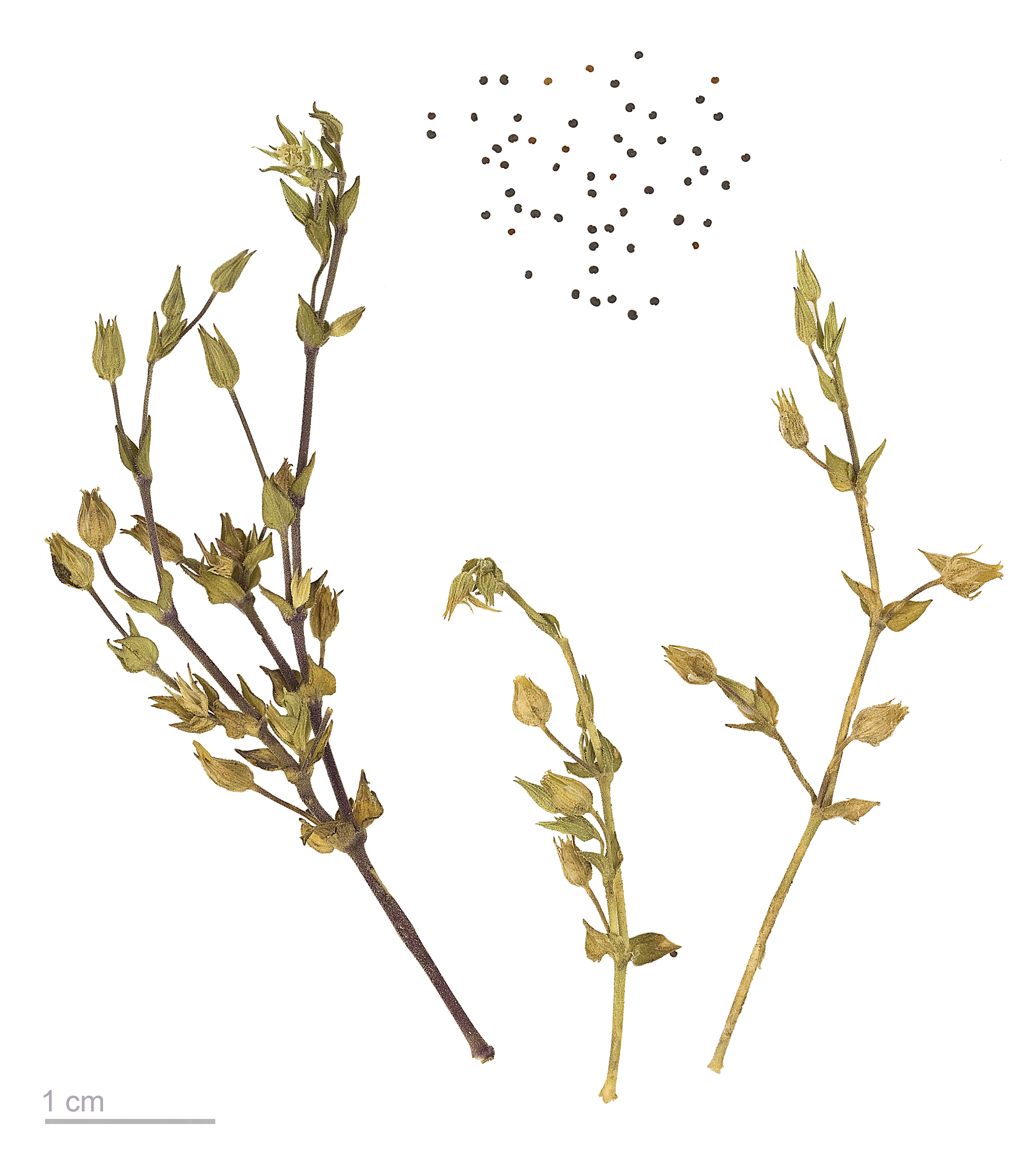
Arenaria serpyllifolia - Muséum d'histoire naturelle de Toulouse

La Sabline à feuilles de serpolet (Arenaria serpyllifolia) est une espèce de plantes herbacées de la famille des Caryophyllacées.

## Description
La sabline à feuilles de serpolet est une petite plante (3 à 20 cm de haut), plus ou moins tapissante. Elle forme une petite touffe avec des tiges d’abord un peu couchées, puis montantes, mais ramifiées dès la base.

## Habitat
En ville, cette plante pousse souvent dans les interstices des vieux murs et des pavés. Son nom provient donc du fait qu’elle pousse de préférence dans des lieux secs et sableux.

## Caractéristiques
Feuilles

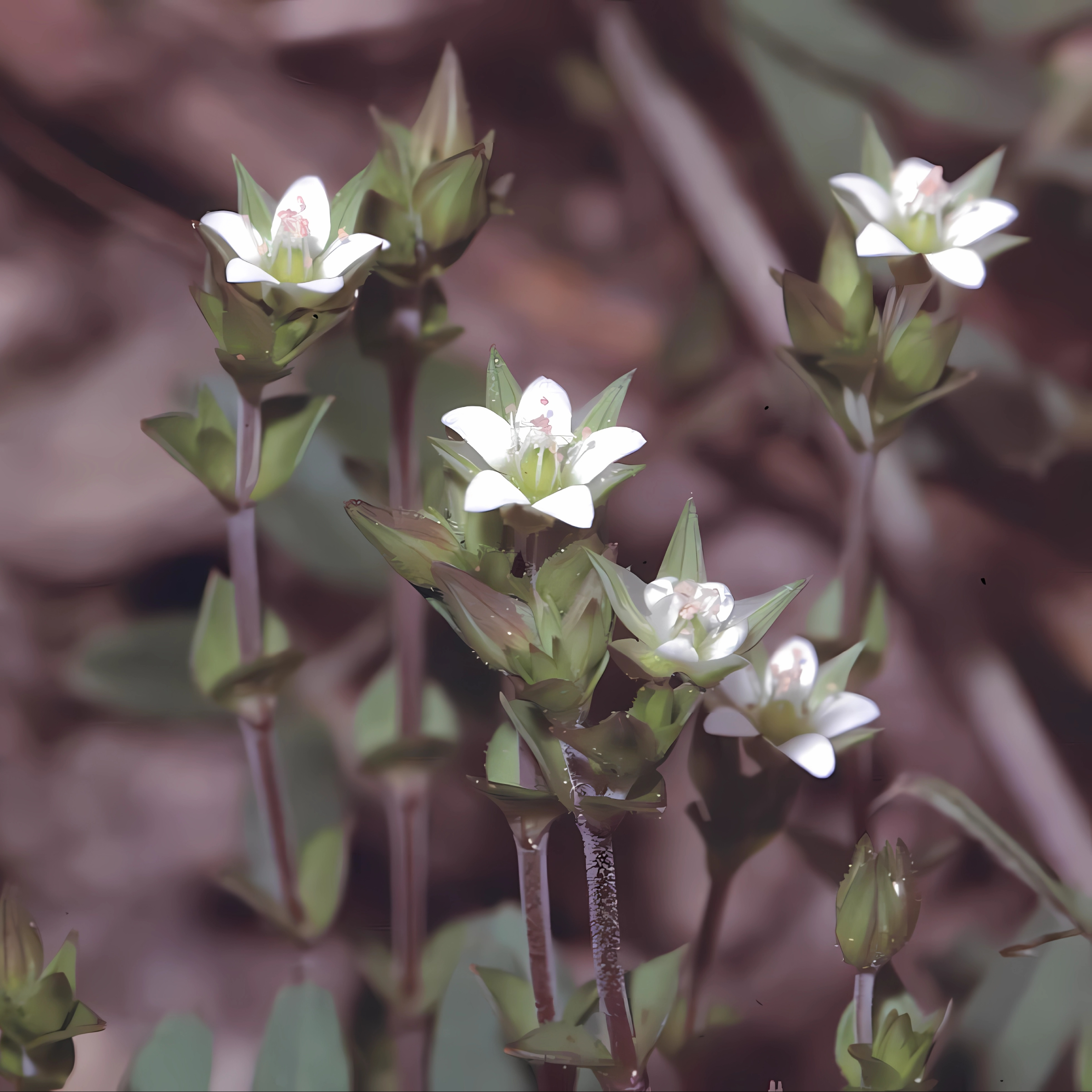
Arenaria serpyllifolia

- oblancéolées, très petites et opposées, sessiles (sauf les inférieures), ayant 3 nervures

Organes reproducteurs
- Les fleurs ont moins de 5 mm et les sépales dépassent les pétales.
- Couleur dominante des fleurs : blanc
- Période de floraison : mai — août
- Inflorescence : cyme bipare
- Sexualité : hermaphrodite

Graine
- Fruit : capsule contenant de petites graines.
- Dissémination : anémochore

Habitat et répartition
- Habitat type : parois européennes, basophiles, orophiles, ligures
- Aire de répartition : eurasiatique méridional